# パベル・パルド
パベル・パルド・セグラ（Pável Pardo Segura, 1976年7月26日 - ）は、メキシコ・ハリスコ州グアダラハラ出身の元同国代表サッカー選手。現役時代のポジションは守備的ミッドフィールダー。メキシコ代表では、世界最多キャップ数を保持しているクラウディオ・スアレスに次ぐ出場キャップ数を誇る。

## クラブ経歴
パルドは、地元グアダラハラを本拠地とするクラブ、CFアトラスでキャリアをスタートさせる。1996年のUSカップアメリカ代表戦でメキシコ代表デビューを果たした。その後、パルドはいくつかの試合ではキャプテンを任され、メキシコ代表の重要な選手となった。1998年から1年間エストゥディアンテス・テコスに在籍した後、クラブ・アメリカへと移籍する。クラブ・アメリカでは、2002年、2005年と2度のリーグ優勝のほか、スーパーカップも獲得。国際大会においても、クラブ5度目となるCONCACAFチャンピオンズカップ、CONCACAFジャイアンツカップなどのタイトルにも恵まれた。また、多くの代表大会で活躍したパルドには、CAリーベル・プレートやレクレアティーボ・ウェルバなどのクラブへの移籍の噂が上がった。
ドイツW杯後、メキシコ代表でチームメイトとしてFIFAワールドカップを戦ったリカルド・オソリオと共に、100万ユーロでドイツ・ブンデスリーガに属するVfBシュトゥットガルトに加入した。2006年9月16日のヴェルダー・ブレーメン戦では初ゴールも挙げた。移籍初年度である2006-07シーズンから33試合のリーグ戦に出場し、ブンデスリーガ優勝に貢献した。2シーズン目には、el jefe（ボス）などの愛称も付けられた。
2009年1月、再びクラブ・アメリカへと移籍した。2011年7月にはMLSのシカゴ・ファイアーへ移籍。
2013年1月19日、現役引退を発表した。

## 代表経歴
メキシコ代表として1998年、2003年と2度のCONCACAFゴールドカップ優勝や、1999年のFIFAコンフェデレーションズカップ優勝に貢献したほか、フランスW杯、ドイツW杯とFIFAワールドカップにも2度出場。同じくコパ・アメリカにも1997年、1999年と2度招集された。2007 CONCACAFゴールドカップにも出場して準優勝に貢献したものの、休養のため直後に行われたコパ・アメリカ2007には出場しなかった。2008年8月20日に行われたホンジュラス代表との2010年W杯予選では2得点を記録した。

## エピソード
ハビエル・アギーレとは犬猿の仲として知られている。その背景として、2009年6月6日の2010 FIFAワールドカップ・北中米カリブ海予選・エルサルバドル戦で途中交代を命じられ、お互い激しく衝突している。パルドはメキシコ代表として大半の主要大会に出場しておきながら、前述の休養のため出場しなかったコパ・アメリカ2007を除く、彼が率いていた日韓W杯、南アフリカW杯には出場できなかった。

## 代表歴

### 出場大会
- メキシコ代表
  - 1998 FIFAワールドカップ
  - 2006 FIFAワールドカップ

### 試合数
- 国際Aマッチ 148試合 11得点（1996年-2009年）[3]

| メキシコ代表 | 国際Aマッチ | 国際Aマッチ |
| 年           | 出場        | 得点        |
| ------------ | ----------- | ----------- |
| 1996         | 8           | 0           |
| 1997         | 23          | 0           |
| 1998         | 14          | 0           |
| 1999         | 19          | 1           |
| 2000         | 11          | 1           |
| 2001         | 12          | 1           |
| 2002         | 0           | 0           |
| 2003         | 11          | 1           |
| 2004         | 9           | 1           |
| 2005         | 13          | 1           |
| 2006         | 11          | 0           |
| 2007         | 7           | 1           |
| 2008         | 5           | 3           |
| 2009         | 5           | 1           |
| 通算         | 148         | 11          |